# Хорватія на літніх Олімпійських іграх 2024
Хорватію на літніх Олімпійських іграх 2024 представляли сімдесят три спортсмени у п'ятнадцятьох видах спорту.

## Медалісти
| Медаль | Ім'я | Вид спорту            | Змагання                         | Дата      |
| ------ | --- | --------------------- | -------------------------------- | --------- |
| 1      | Барбара Матич | Дзюдо                 | до 70 кг                         | 31 липня  |
| 1      | Мартін Сінкович Валент Сінкович | Академічне веслування | двійки                           | 2 серпня  |
| 2      | Донна Векич | Теніс                 | одиночний турнір                 | 3 серпня  |
| 2      | Марко Біяч Ріно Бурич Лорен Фатович Лука Лончар Маро Йокович Лука Букич Анте Вукичевич Марко Жувела Єрко Маринич Крагич Йосип Врлич Матіас Біляка Костянтин Харьков Тоні Попадич | Водне поло            | чоловічий турнір                 | 11 серпня |
| 3      | Міран Марічич | Стрільба              | пневматична гвинтівка, 10 метрів | 29 липня  |
| 3      | Сандра Елкасевич | Легка атлетика        | метання диска                    | 5 серпня  |
| 3      | Лена Стойкович | Тхеквондо             | до 49 кг                         | 7 серпня  |